# Modesty Blaise – Die tödliche Lady
Modesty Blaise – Die tödliche Lady (Originaltitel: Modesty Blaise) ist ein 1965 gedrehter, britischer Agentenfilm von Joseph Losey mit Monica Vitti in der Titelrolle. Der Film orientiert sich lose an Motiven und Figuren der Comicserie Modesty Blaise, die ab 1963 von Peter O’Donnell geschaffen wurde.

## Handlung
Der britische Geheimdienstchef Sir Gerald Tarrant beauftragt die blonde Abenteurerin Modesty Blaise mit einer Sondermission: sie soll den Transport von Diamanten zu Abu Tahir, einem unfassbar reichen arabischen Scheich im Nahen Osten, sichern. Gabriel, der Kopf einer Diebesbande, und seine Gefolgsleute McWhirter und Mrs. Fothergill, sind ebenfalls scharf auf die Klunker und wollen sich ihrer bemächtigen. Modesty Blaise ahnt nicht, dass der weltgewandt auftretende Gabriel ihr Gegner ist, hält sie den berüchtigten Herrn mehrerer Mittelmeerinseln bislang für tot. In Amsterdam trifft Modesty ihren einstigen Geliebten Paul Hagen wieder, der wie sie als Geheimagent unterwegs ist. Zeitgleich kommt es zwischen ihrem derzeitigen Partner Willie Garvin und seiner Verflossenen Nicole zu einem Wiedersehen.

Das junge Mädchen wird jedoch bald das Opfer eines Mordanschlags, den einer von Gabriels Leuten auf sie verübt. Modesty und Willie müssen nun fliehen und entschließen sich, kurzerhand die Diamanten selbst zu stehlen, um sich ein schönes Leben zu sichern. Doch ehe es dazu kommen kann, ist ihnen Gabriel wieder einen Schritt voraus. Der Edelschurke nimmt Modesty Blaise gefangen und zwingt infolgedessen Willie, für ihn die Edelsteine zu rauben. Modesty Blaise und Willie Garvin können jedoch den Fängen Gabriels entkommen, wobei Mrs.  Fothergill ihr Leben lassen muss, und überreichen die Diamantenladung schließlich doch noch Scheich Abu Tahir. Als Belohnung überlässt der Scheich Modesty die Edelsteine.

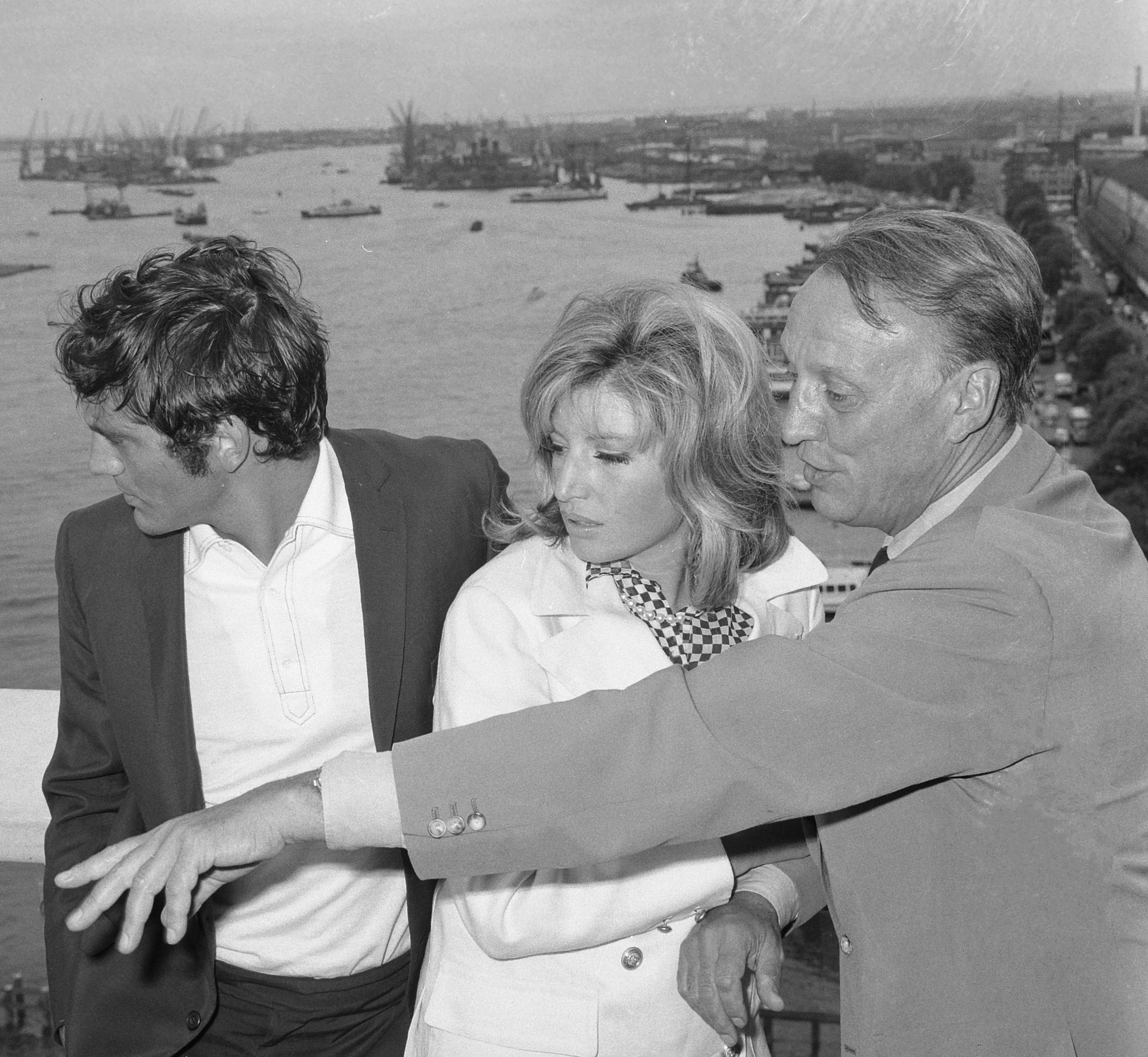
Die Hauptdarsteller Terence Stamp und Monica Vitti und Regisseur Joseph Losey (rechts)

## Produktionsnotizen
Modesty Blaise – Die tödliche Lady, als surrealistischer Parodieversuch auf die James-Bond-Filme konzipiert, wurde im Mai 1966 als britischer Wettbewerbsbeitrag während der Filmfestspiele von Cannes vorgestellt und am 16. September 1966 in Deutschland herausgebracht. Am 26. Mai 1972 spätabends erfolgte im ZDF die Erstausstrahlung im deutschen Fernsehen.
Hauptdarstellerin Monica Vitti, die in diesem Film mit einer blonden Perücke agieren musste, hatte im Jahr zuvor (1964) einen großen internationalen Erfolg mit Michelangelo Antonionis Die rote Wüste gefeiert.
Richard McDonald schuf die Filmbauten. Die Herstellungskosten beliefen sich ungefähr auf eine Million Pfund Sterling. Die nordamerikanischen Kasseneinnahmen betrugen rund 2,2 Millionen US-Dollar.

## Kritiken
„Dies ist ein seltsamer Film, aber okay. Möglicherweise wenn das Ganze auf Augenhöhe mit einigen von seinen auffälligeren und witzigeren Momenten wäre, oder wenn es mit der bildnerischen Gestaltung mithalten könnte, die überwältigend ist, hätte man dies als eine erstklassige Satire bejubeln können. Aber das ist nicht der Fall. Auch ist der Film nicht einheitlich. Er springt zwischen schnellen und cleveren Gags einerseits und Abschnitten purer, angeberischer Clownerien hin und her. (…) Mr. Losey hat einen armseligen Job gemacht, als er seine Schauspieler dazu verdonnert hatte, einer durchgehend exzentrischen, komischen und satirisch bedeutsamen Darstellungsweise zu frönen. Miss Vitti ist einfach nur steif und posiert so, als hätte sie bei ihrem ersten Versuch einer englischen Komödie keine Ahnung von Humor. Mr. Bogarde ist nur spröde, ohne Parodieansatz und Terence Stamp geradezu bleischwer als Cockney-Sidekick einer tänzelnden Heldin. Harry Andrews ist leidlich amüsant als britische Secret-Service-Type, Michael Craig übertreibt es als sein Assistent.“

Im Lexikon des Internationalen Films heißt es: „Abenteuerfilm nach einer in den 60er Jahren populären Comic-strip-Serie, der den James-Bond-Stil skurril und exzentrisch abwandelt. Die unrealistische, emotionslose Inszenierung entschärft die bei Losey gewohnten Sadismen und Perversionen.“
Der Movie & Video Guide schrieb: „Gedreht auf dem Höhepunkt des Pop-Art-Wahnsinns; versucht bisweilen eine Parodie zu sein, weiß aber nicht, was es in den anderen Momenten sein soll.“
Halliwell‘s Film Guide charakterisierte den Film wie folgt: „Comic Strip-Abenteuer, gemacht von Leuten ohne den Hauch von Humor. Fu Manchu war viel lustiger.“

„…verunglückte(r) Ausflug in die Agentenfilm-Parodie...“

„US-Regisseur Joseph Losey will mit dieser Krimi-Parodie (1965), einer Verfilmung der gleichnamigen Comic-strip-Serie, die gängigen Agenten-Thriller "fertigmachen".“

„…ein überquillendes Potpourri überdrehter Ideen und unaufhaltsamer Spielereien mit Klischees. Nichts und niemand bleibt vom Spott verschont, selbst Fotografieikonen des zweiten Weltkriegs werden zitiert und ins Absurde überdreht. (…) Aber bei so vielen Einfällen findet der Film keine Balance. (…) Joseph Loseys Regie verliert sehr schnell den roten Faden. Es ist wahrlich nicht leicht, der verwinkelten Story zu folgen, die - wenn man sie versteht - ohnehin mehr Fragen als Antworten liefert. (…) MODESTY BLAISE ist ein schwieriger Film, der es seinem Zielpublikum nicht leicht macht. Als Comicstrip-Verfilmung enttäuscht er die Fans, da sich weder die Macher noch die Hauptfigur selbst ernst nehmen. Gerade wird der sechste Sinn Modesty Blaises für gefahrvolle Situationen betont, da benimmt sie sich wie ein kleines Kind und lässt sich in der Badewanne übertölpeln. Aber auch als James-Bond-Parodie tut sich der Film schwer, denn er verzichtet nahezu auf jede Action. Zwar präsentiert er kleine hübsche Gimmicks wie benebelnde Zigarettenschachteln oder den Pfeil-und-Bogen en miniature. Nur erzählt er seine Agentengeschichte so zäh und fast schon gelangweilt.“